# The Newbeats
The Newbeats was een Amerikaans poptrio. Het is vooral bekend van de hit Bread and butter uit 1964. De groep viel op door de falsetstem van zanger Larry Henley (1937-2014).

## Biografie
Eind 1950-1959 vormden de broers Dean en Mark Mathis uit Hahira, Georgia het muzikaal duo Dean & Marc. In 1959 hadden zij een hit met het nummer Tell him no van Travis & Bob. Hoewel het hun enige succes was, bleef het duo wel optreden en singles uitbrengen en het werd zelfs uitgebreid tot het Dean & Marc Combo. In 1962 zong Larry Henley voor het eerst met de groep mee en twee jaar later vormden hij en de twee broers de groep The Newbeats, nadat Boudleaux Bryant, de componist van Bye bye love van de Everly Brothers een demo van Dean, Marc en Larry had gehoord en enthousiast was over de falsetstem van Larry. Twee maanden na de oprichting in juni 1964 had de groep zijn eerste hit met Bread and butter. Het nummer werd nummer 2 in de Billboard Hot 100 en werd van de eerste plaats gehouden door Oh, pretty woman van Roy Orbison. In Nederland kreeg de groep bekendheid dankzij een optreden op het Grand Gala Du Disque 1964, waarbij ze Bread and butter zongen.
The Newbeats konden het succes van Bread and butter daarna niet meer evenaren. Ze scoorden nog zes Amerikaanse hits, waarvan de opvolger Everything's alright uit 1964 en Run, baby run (Back into my arms) uit 1965 (een Britse hit in 1971) het bekendst werden. Hun laatste hit had de groep in 1969. The Newbeats gingen uiteindelijk in 1974 uit elkaar. Henley bleef nadien actief als componist voor anderen. Zo schreef hij mee aan het nummer Wind beneath my wings, bekend van Bette Midler, en kreeg daar in 1990 de Grammy Award voor het beste lied voor. In 2002 vormde Henley met Bruce Channel en Ricky Ray Hector het muzikaal project Original Copy.
De melodie van Bread and Butter werd in 1990 door De Nieuwe Snaar gebruikt voor hun lied "De Pré Historie", naar aanleiding van de gelijknamige radio- en televisieserie.

## Bezetting
- Dean Mathis
- Marc Mathis
- Larry Henley

## Discografie

### Singles
| Single met hitnotering(en) in oude hitlijsten | Datum van verschijnen | Datum van binnenkomst | Hoogste positie | Aantal maanden | Opmerkingen | Bron                       |
| --------------------------------------------- | --------------------- | --------------------- | --------------- | -------------- | ----------- | -------------------------- |
| Bread and butter                              |                       | 3-10-1964             | 9               | 13             |             | Hitwezen Top 50            |
| Bread and butter                              |                       | 17-10-1964            | 9               | 1              |             | Tijd Voor Teenagers Top 10 |
| Bread and butter                              |                       | nov 1964              | 12              | 2M             |             | Muziek Expres Top 30       |
| Bread and butter                              |                       | nov 1964              | 12              | 3M             |             | Muziekparade Top 30        |
| Everything's alright                          |                       | 12-12-1964            | 26              | 3              |             | Hitwezen Top 50            |

| Single met eventuele hitnotering(en) in de Nederlandse Top 40 | Datum van verschijnen | Datum van binnenkomst | Hoogste positie | Aantal weken | Opmerkingen |
| ------------------------------------------------------------- | --------------------- | --------------------- | --------------- | ------------ | ----------- |
| Everythings's alright                                         |                       | 2-1-1965              | 27              | 2            |             |
| Bread and butter                                              |                       | 16-1-1965             | 36              | 1            |             |

| Single met hitnotering(en) in de Vlaamse Ultratop 50 | Datum van verschijnen | Datum van binnenkomst | Hoogste positie | Aantal weken | Opmerkingen           |
| ---------------------------------------------------- | --------------------- | --------------------- | --------------- | ------------ | --------------------- |
| Bread and butter                                     |                       | nov 1964              | 11              | 1M           | in de Juke Box Top 20 |